# Быстряги (станция Горьковской железной дороги)
Быстряги — станция Кировского отделения Горьковской железной дороги Транссибирской магистрали.

## Общая информация
Станция находится в посёлке Быстряги Оричевского района Кировской области, разделяя посёлок на две неравные части.
На станции останавливаются только электропоезда. Поезда дальнего следования идут без остановок.
Станция четырёхпутная. До середины 90-х годов XX века станция имела 5 путей. После демонтажа пятого пути осталась контактная сеть. Есть неэлектрифицированный железнодорожный тупик с платформой для разгрузки/погрузки товарных вагонов. На станции есть каменный вокзал с небольшим залом ожидания, касса по продаже билетов закрыта в 2014 году. На станции находится ПЧ-9.